# Česlav

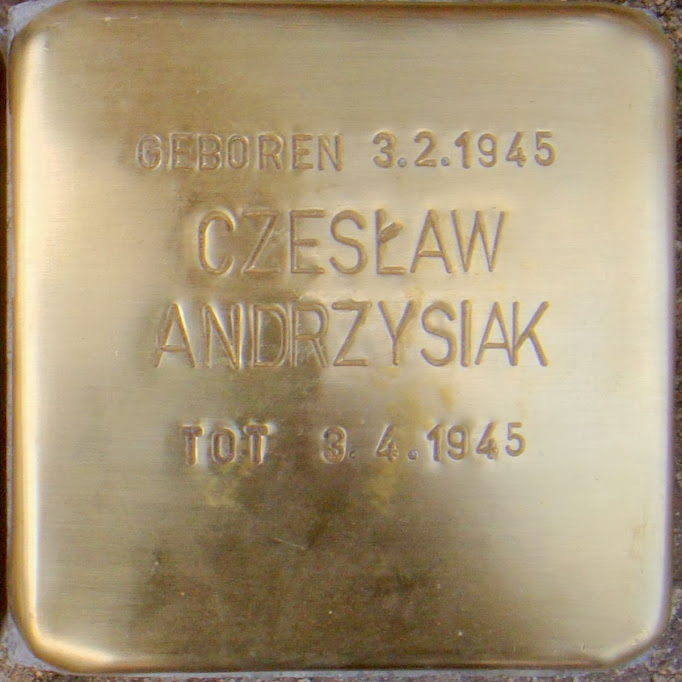
Kámen zmizelého Česława Andrzysiaka

Česlav je mužské křestní jméno slovanského původu. Je to obdoba jména Ctislav. Vykládá se jako „slavící čest, slavný ctí“. Podle českého kalendáře má svátek 16. ledna. Jméno Česlav má ve staročeštině variantu Čáslav. Ženská forma tohoto jména je Česlava.

## Česlav v jiných jazycích
- Polsky: Czesław
- Srbsky: Časlav

## Známí nositelé jména
- Česlav – kníže srbský, syn Klonimírův z rodu Vlastimirovičův
- blahoslavený Česlav (kolem 1180–1242) – první dominikánský kazatel působící v Čechách
- Česlav Vaňura (1694–1736) – český barokní skladatel
- Czesław Miłosz – polský intelektuál a spisovatel
- Czesław Niemen – polský hudebník